# Cuphea heteropetala
Cuphea heteropetala är en fackelblomsväxtart som beskrevs av Emil Bernhard Koehne. Cuphea heteropetala ingår i släktet blossblommor, och familjen fackelblomsväxter. Inga underarter finns listade i Catalogue of Life.